# Logan Miller
Logan Miller (* 18. Februar 1992 in Englewood, Colorado) ist ein US-amerikanischer Schauspieler.

## Leben und Karriere
Logan Miller wurde im Februar 1992 in Englewood im US-Bundesstaat Colorado geboren. Er wuchs in Albuquerque, New Mexico, und Shakopee, Minnesota auf, bevor er sich in Flower Mound in Texas nieder ließ.
Eine seiner ersten Schauspielrollen hatte er 2009 in dem Spielfilm Der Womanizer – Die Nacht der Ex-Freundinnen. Bekanntheit erlangte er durch seine Hauptrolle als Tripp Campbell in der Disney-XD-Sitcom Tripp’s Rockband, in der er von November 2009 bis Dezember 2011 zu sehen war. Daraufhin folgten Gastauftritte in verschiedenen Fernsehserien und Spielfilmen.
Neben seinen Tätigkeiten als Schauspieler ist er auch als Synchronsprecher tätig. Er leiht seit 2012 der Comicfigur Nova / Sam Alexander in Der ultimative Spider-Man seine Stimme. Zuvor sprach er den Jake in Arthur und die Minimoys 2 – Die Rückkehr des bösen M.

## Filmografie (Auswahl)

### Als Schauspieler
- 2009: Der Womanizer – Die Nacht der Ex-Freundinnen (Ghosts of Girlfriends Past)
- 2009–2011: Tripp’s Rockband (I'm in the Band, Fernsehserie, 41 Episoden)
- 2011: I Hate My Teenage Daughter (Fernsehserie, Episode 1x04)
- 2012: Awake (Fernsehserie, 3 Episoden)
- 2012: Tödliches Spiel – Would You Rather? (Would You Rather)
- 2012: Grimm (Fernsehserie, Episode 2x08)
- 2013: Party Invaders (+1)
- 2013: Deep Powder
- 2013: The Bling Ring
- 2013: Childrens Hospital (Fernsehserie, Episode 5x03)
- 2013: Night Moves
- 2014: Growing Up Fisher (Fernsehserie, 4 Episoden)
- 2015: The Stanford Prison Experiment
- 2015: Scouts vs. Zombies – Handbuch zur Zombie-Apokalypse (Scouts Guide to the Zombie Apocalypse)
- 2016: The Good Neighbor – Jeder hat ein dunkles Geheimnis (The Good Neighbor)
- 2016–2017: The Walking Dead (Fernsehserie, 5 Episoden)
- 2017: Wenn du stirbst, zieht dein ganzes Leben an dir vorbei, sagen sie (Before I Fall)
- 2018: Love, Simon
- 2019: Escape Room
- 2019: We Summon the Darkness
- 2020: Shithouse
- 2021: Escape Room 2: No Way Out (Escape Room: Tournament of Champions)
- 2022: Private Property
- 2024: Pavements

### Als Synchronsprecher
- 2009: Arthur und die Minimoys 2 – Die Rückkehr des bösen M (Arthur and the Revenge of Maltazard)
- 2010–2011: Phineas und Ferb (Phineas and Ferb, Fernsehserie, 3 Episoden)
- 2012–2017: Der ultimative Spider-Man (Ultimate Spider-Man, Fernsehserie)